# Bloomfield (Wisconsin)
Bloomfield ist eine Gemeinde (mit dem Status „Village“) im Walworth County im US-amerikanischen Bundesstaat Wisconsin. Bei der Gründung im Jahr 2011 hatte Bloomfield 6264 Einwohner.

## Geografie
Bloomfield liegt im Südosten Wisconsins rings um dem Pell Lake. Die geografischen Koordinaten von Bloomfield sind 42°32′56″ nördlicher Breite und 88°21′08″ westlicher Länge. 
Nachbarorte von Bloomfield sind Bohners Lake (15 km nordöstlich), Twin Lakes (10,5 km östlich), Genoa City (6 km südöstlich), Richmond in Illinois (9,7 km in der gleichen Richtung), Hebron in Illinois (16,5 km südwestlich), Walworth (24,7 km westlich) und Lake Geneva (11,7 km nordwestlich).
Die nächstgelegenen größeren Städte sind Wisconsins größte Stadt Milwaukee (76,5 km nordöstlich), Chicago in Illinois (112 km südsüdöstlich), Rockford in Illinois (83,2 km westsüdwestlich) und Wisconsins Hauptstadt Madison (125 km nordwestlich).

## Verkehr
Der vierspurig ausgebaute U.S. Highway 12 führt in Nordwest-Südost-Richtung an der nordöstlichen Gemeindegrenze entlang. Alle weiteren Straßen sind untergeordnete Landstraßen, teils unbefestigte Fahrwege sowie innerörtliche Verbindungsstraßen.
Die nächsten Flughäfen sind der Dane County Regional Airport in Madison (128 km nordwestlich), der Milwaukee Mitchell International Airport in Milwaukee (72,8 km nordöstlich), der Chicago O’Hare International Airport (86,7 km südsüdöstlich) und der Chicago Rockford International Airport (92,8 km westsüdwestlich).

## Geschichte
Bloomfield wurde am 20. Dezember 2011 aus der Town of Bloomfield ausgegliedert und als Village of Bloomfield inkorporiert.

## Bevölkerung
Bei der Gründung im Jahr 2011 lebten in Bloomfield 6264 Menschen. Die Bevölkerungsdichte betrug 72,8  Einwohner pro Quadratkilometer. Das mittlere jährliche Einkommen eines Haushalts lag bei 57.137 USD. Das Pro-Kopf-Einkommen betrug 25.032 USD. 6,3 Prozent der Einwohner lebten unterhalb der Armutsgrenze.